# IX Governo Regional da Madeira
O IX Governo Regional da Madeira foi formado com base nas eleições legislativas regionais de 17 de outubro de 2004, em que o Partido Social Democrata (PPD/PSD) venceu com maioria absoluta. A tomada de posse ocorreu no dia 16 de novembro de 2004.
Este foi o primeiro Governo Regional madeirense cujo mandato não foi levado até o fim, devido à apresentação, a 19 de fevereiro de 2007, do pedido de demissão de Alberto João Jardim do cargo de presidente do Governo Regional, em sequência da aprovação da Lei de Finanças Regionais, pelo Governo de José Sócrates.

## Composição
Os membros do IX Governo Regional da Madeira eram:
| Retrato | Cargo                                                   | Detentor                                         | Partido | Partido | Período                                      |
| ------- | ------------------------------------------------------- | ------------------------------------------------ | ------- | ------- | -------------------------------------------- |
|         | Presidente do Governo Regional                          | Alberto João Cardoso Gonçalves Jardim            |         | PPD/PSD | 16 de novembro de 2004 a 19 de junho de 2007 |
|         | Vice-Presidente do Governo Regional                     | João Carlos Cunha e Silva                        |         | PPD/PSD | 16 de novembro de 2004 a 19 de junho de 2007 |
|         | Secretário Regional dos Recursos Humanos                | Eduardo António Brazão de Castro                 |         | PPD/PSD | 16 de novembro de 2004 a 19 de junho de 2007 |
|         | Secretário Regional do Turismo e Cultura                | João Carlos Nunes Abreu                          |         | PPD/PSD | 16 de novembro de 2004 a 19 de junho de 2007 |
|         | Secretário Regional do Equipamento Social e Transportes | Luís Manuel dos Santos Costa                     |         | PPD/PSD | 16 de novembro de 2004 a 19 de junho de 2007 |
|         | Secretária Regional dos Assuntos Sociais                | Conceição Maria de Sousa Nunes Almeida Estudante |         | PPD/PSD | 16 de novembro de 2004 a 19 de junho de 2007 |
|         | Secretário Regional de Educação                         | Francisco José Vieira Fernandes                  |         | PPD/PSD | 16 de novembro de 2004 a 19 de junho de 2007 |
|         | Secretário Regional do Plano e Finanças                 | José Manuel Ventura Garcês                       |         | PPD/PSD | 16 de novembro de 2004 a 19 de junho de 2007 |
|         | Secretário Regional do Ambiente e Recursos Naturais     | Manuel António Rodrigues Correia                 |         | PPD/PSD | 16 de novembro de 2004 a 19 de junho de 2007 |